# Coraebosoma violaceum
Coraebosoma violaceum – gatunek chrząszcza z rodziny bogatkowatych, podrodziny Agrilinae i plemienia Coraebini.

## Taksonomia
Gatunek ten został opisany w 1990 przez Charlesa L. Bellamy. Nazwa gatunkowa pochodzi od jego ubarwienia.

## Opis
Spośród innych przedstawicieli rodzaju Coraebosoma chrząszcz ten wyróżnia się górną powierzchnią ciała pozbawioną zgrupowań szczecinek w łatki oraz jednolitym, niebieskim do głęboko niebieskiego z fioletowym połyskiem zabarwieniem oskórka.

## Występowanie
Gatunek ten jest endemitem Filipin, znanym dotąd jedynie z wyspy Mindanao.